# Sabinus
Sabinus („der Sabiner“) ist ein römisches Cognomen, das ursprünglich die Herkunft vom antiken Volk der Sabiner bezeichnete. Er war ein verbreiteter Beiname und insbesondere in der gens Flavia beliebt.
Bekannte Namensträger waren:

## Personen der Antike
- Aulus Paconius Sabinus, römischer Suffektkonsul 58
- Appius Claudius Sabinus Inregillensis, Begründer der gens Claudia, Konsul 495 v. Chr.
- Gaius Calvisius Sabinus (Konsul 39 v. Chr.), römischer Politiker und Militär
- Gaius Cammicus Sabinus, römischer Offizier (Kaiserzeit)
- Gaius Cestius Sabinus, römischer Offizier (Kaiserzeit)
- Gaius Nymphidius Sabinus († 68), römischer Prätorianerpräfekt
- Gaius Oppius Sabinus, Konsul 84
- Gaius Poppaeus Sabinus, römischer Konsul, langjähriger Statthalter in Moesia und Großvater der Poppaea Sabina
- Gaius Suetrius Sabinus, römischer Konsul 214 und 240
- Gaius Valarius Sabinus, Finanzpolitiker im Römischen Reich
- Gnaeus Arulenus Caelius Sabinus, römischer Suffektkonsul 69 und Rechtsgelehrter
- Iulius Sabinus (Gegenkaiser) (Gaius Iulius Sabinus; † 79?), römischer Gegenkaiser in Gallien
- Iulius Sabinus (Statthalter) († nach 109), römischer Statthalter in Dakien
- Lucius Petronius Sabinus (Konsul 145), römischer Suffektkonsul 145
- Lucius Petronius Sabinus (Primus pilus), römischer Offizier (Kaiserzeit)
- Marcus Aurelius Iulianus, römischer Gegenkaiser 284–285
- Marcus Calpurnius Sabinus, römischer Offizier (Kaiserzeit)
- Marcus Pontius Sabinus, römischer Suffektkonsul 153
- Marcus Pontius Laelianus Larcius Sabinus, römischer Statthalter
- Publius Besius Betuinianus Gaius Marius Memmius Sabinus, römischer Offizier (Kaiserzeit)
- Publius Catius Sabinus, römischer Politiker und Senator
- Quintus Geminius Sabinus, römischer Offizier (Kaiserzeit)
- Quintus Titurius Sabinus, römischer Legat unter Caesar im Gallischen Krieg
- Sextus Pompeius Sabinus, römischer Offizier (Kaiserzeit)
- Titus Flavius Sabinus (Steuerpächter), römischer Steuerpächter und Geldverleiher
- Titus Flavius Sabinus (Suffektkonsul 47) (um 8–69), römischer Senator
- Titus Flavius Sabinus (Suffektkonsul 72), römischer Militär und Suffektkonsul 69 und 72
- Titus Flavius Sabinus (Konsul 82), römischer Politiker und Senator
- Titus Pontius Sabinus, römischer Offizier (Kaiserzeit)
- Titus Siccius Sabinus (?), Politiker der römischen Republik, Konsul 487 v. Chr.
- C. Oppius Sabinus, Statthalter in Moesien und Vertrauter Domitians
- ein Dichter augusteischer Zeit, siehe Sabinus (Dichter)
- ein Jurist aus dem 1. Jahrhundert n. Chr., siehe Masurius Sabinus
- Sabinus (Geschirrwart), antiker römischer Geschirrwart
- Sabinus (Gladiator), Gladiator und Offizier der germanischen Leibwache unter Caligula

## Personen des Christentums
Das Martyrologium Romanum listet 6 Sabini, drei davon Bischöfe, darunter 
- Sabinus von Assisi, auch Sabinus von Spoleto, Bischof, Märtyrer und Heiliger der Katholischen Kirche
- Sabinus von Piacenza, Bischof und Heiliger der Katholischen Kirche
- Sabinus von Canusium (* 461; † 566?; Bischof von Canosa)